# 板橋区立西台中学校
板橋区立西台中学校（いたばしくりつ にしだいちゅうがっこう）は、東京都板橋区高島平に所在する区立中学校。

## 概要
1957年（昭和32年）開校。通称は「西台中」もしくは「西中」。
在籍数は613名(2024年11月)

### 教育目標
- 自ら学び実行する人
- 豊かな心と思いやりのある人
- 心身共に健康な人

## 沿革
- 1957年（昭和32年）4月1日 - 学校開設
- 1957年（昭和32年）5月15日 - 校章制定
- 1957年（昭和32年）6月26日 - 新校舎8教室完成
- 1959年（昭和34年）3月11日 - 校歌制定
- 1962年（昭和37年）9月17日 - 体育館建築落成
- 1963年（昭和38年）3月27日 - 鉄筋3階建6教室完成
- 1971年（昭和46年）3月10日 - 鉄筋3階建14教室完成
- 1989年（平成元年）3月17日 - 体育館・武道場完成
- 2007年（平成19年）5月18日 - 全教室エアコン設置
- 2008年（平成20年）1月18日 - プール改修工事
- 2010年（平成22年）9月1日 - 耐震補強工事完了
- 2016年（平成28年）12月22日 - 大規模改修工事竣工
- 2016年（平成31年）4月1日 - ユネスコスクールチャレンジ

## 部活動

### 運動部
- 野球部
- 剣道部
- バスケットボール部
- 女子バレーボール部
- 女子ソフトテニス部
- バドミントン部
- 卓球部
- サッカー部

### 文化部
- 演劇部
- ウインドアンサンブル部
- 技術部
- 日本文化研究部
- 茶道部
- 美術部
- 環境科学部
- 家庭科部
- 英語部
- 数学部

## 交通
- 都営地下鉄三田線 西台駅より徒歩約10分。
- 東武東上線 東武練馬駅より徒歩約25分。